# Kościół Świętego Krzyża w Radomiu
Kościół Świętego Krzyża w Radomiu – rzymskokatolicki kościół parafialny należący do parafii pod tym samym wezwaniem (dekanat Radom-Południe diecezji radomskiej).
Plac pod budowę świątyni został poświęcony 19 grudnia 2004 roku przez biskupa Zygmunta Zimowskiego]. Budowa kościoła rozpoczęła się 17 października 2010 roku, dzięki staraniom księdza Piotra Szymańskiego. Projektantem budowli jest architekt Mariusz Rodak. Parafia została erygowana 6 lipca 1997 roku przez biskupa Edwarda Materskiego.